# Đồng vị của thori
Thori (90Th) có bảy đồng vị xuất hiện tự nhiên nhưng không có đồng vị nào ổn định. Đồng vị 232Th tương đối ổn định, với chu kỳ bán rã khoảng 14×109 năm, dài hơn đáng kể so với tuổi của Trái Đất và thậm chí dài hơn một chút so với tuổi của vũ trụ. Đồng vị này chiếm gần như toàn bộ lượng thori tự nhiên, vì vậy nó được coi là đơn nhân. Tuy nhiên, vào năm 2013, IUPAC đã phân loại lại thori là nguyên tố hai nhân, do có một lượng lớn 230Th trong nước biển sâu.
31 đồng vị phóng xạ đã được xác định đặc điểm, trong đó ổn định nhất là 232Th với chu kỳ bán rã khoảng 14×109 năm, 230Th với chu kỳ khoảng 75.380 năm, 229Th với chu kỳ khoảng 7.917 năm, và 228Th với chu kỳ khoảng 1,92 năm. Tất cả các đồng vị phóng xạ còn lại có chu kỳ bán rã nhỏ hơn ba mươi ngày, phần lớn trong số này có chu kỳ bán rã nhỏ hơn mười phút. Đồng vị 229Th có đồng phân hạt nhân với excitation energy thấp đáng kể, được đo gần đây là 8,28 ± 0,17 eV.
Các đồng vị đã biết của thori có số khối từ 207 đến 238.

## Danh sách các đồng vị
| 207Th                       |                | 90           | 117          |                 | 9.7(+46.6−4.4) ms         | α                | 203Ra           |         |           |  |
| 208Th                       |                | 90           | 118          | 208.01791(4)    | 1.7(+1.7-0.6) ms          | α                | 204Ra           | 0+      |           |  |
| 209Th                       |                | 90           | 119          | 209.01772(11)   | 7(5) ms [3.8(+69−15)]     | α                | 205Ra           | 5/2−#   |           |  |
| 210Th                       |                | 90           | 120          | 210.015075(27)  | 17(11) ms [9(+17−4) ms]   | α                | 206Ra           | 0+      |           |  |
| 210Th                       | β+ (hiếm)      | 90           | 120          | 210.015075(27)  | 17(11) ms [9(+17−4) ms]   | 210Ac            |                 | 0+      |           |  |
| 211Th                       |                | 90           | 121          | 211.01493(8)    | 48(20) ms [0.04(+3−1) s]  | α                | 207Ra           | 5/2−#   |           |  |
| 211Th                       | β+ (rare)      | 90           | 121          | 211.01493(8)    | 48(20) ms [0.04(+3−1) s]  | 211Ac            |                 | 5/2−#   |           |  |
| 212Th                       |                | 90           | 122          | 212.01298(2)    | 36(15) ms [30(+20-10) ms] | α (99.7%)        | 208Ra           | 0+      |           |  |
| 212Th                       | β+ (.3%)       | 90           | 122          | 212.01298(2)    | 36(15) ms [30(+20-10) ms] | 212Ac            |                 | 0+      |           |  |
| 213Th                       |                | 90           | 123          | 213.01301(8)    | 140(25) ms                | α                | 209Ra           | 5/2−#   |           |  |
| 213Th                       | β+ (rare)      | 90           | 123          | 213.01301(8)    | 140(25) ms                | 213Ac            |                 | 5/2−#   |           |  |
| 214Th                       |                | 90           | 124          | 214.011500(18)  | 100(25) ms                | α                | 210Ra           | 0+      |           |  |
| 215Th                       |                | 90           | 125          | 215.011730(29)  | 1.2(2) s                  | α                | 211Ra           | (1/2−)  |           |  |
| 216Th                       |                | 90           | 126          | 216.011062(14)  | 26.8(3) ms                | α (99.99%)       | 212Ra           | 0+      |           |  |
| 216Th                       | β+ (.006%)     | 90           | 126          | 216.011062(14)  | 26.8(3) ms                | 216Ac            |                 | 0+      |           |  |
| 216m1Th                     |                | 2042(13) keV | 2042(13) keV | 2042(13) keV    | 137(4) μs                 |                  |                 | (8+)    |           |  |
| 216m2Th                     |                | 2637(20) keV | 2637(20) keV | 2637(20) keV    | 615(55) ns                |                  |                 | (11−)   |           |  |
| 217Th                       |                | 90           | 127          | 217.013114(22)  | 240(5) μs                 | α                | 213Ra           | (9/2+)  |           |  |
| 218Th                       |                | 90           | 128          | 218.013284(14)  | 109(13) ns                | α                | 214Ra           | 0+      |           |  |
| 219Th                       |                | 90           | 129          | 219.01554(5)    | 1.05(3) μs                | α                | 215Ra           | 9/2+#   |           |  |
| 219Th                       | β+ (10−7%)     | 90           | 129          | 219.01554(5)    | 1.05(3) μs                | 219Ac            |                 | 9/2+#   |           |  |
| 220Th                       |                | 90           | 130          | 220.015748(24)  | 9.7(6) μs                 | α                | 216Ra           | 0+      |           |  |
| 220Th                       | EC (2×10−7%)   | 90           | 130          | 220.015748(24)  | 9.7(6) μs                 | 220Ac            |                 | 0+      |           |  |
| 221Th                       |                | 90           | 131          | 221.018184(10)  | 1.73(3) ms                | α                | 217Ra           | (7/2+)  |           |  |
| 222Th                       |                | 90           | 132          | 222.018468(13)  | 2.237(13) ms              | α                | 218Ra           | 0+      |           |  |
| 222Th                       | EC (1.3×10−8%) | 90           | 132          | 222.018468(13)  | 2.237(13) ms              | 222Ac            |                 | 0+      |           |  |
| 223Th                       |                | 90           | 133          | 223.020811(10)  | 0.60(2) s                 | α                | 219Ra           | (5/2)+  |           |  |
| 224Th                       |                | 90           | 134          | 224.021467(12)  | 1.05(2) s                 | α                | 220Ra           | 0+      |           |  |
| 224Th                       | CD (rare)      | 90           | 134          | 224.021467(12)  | 1.05(2) s                 | 208Pb 16O        |                 | 0+      |           |  |
| 225Th                       |                | 90           | 135          | 225.023951(5)   | 8.72(4) min               | α (90%)          | 221Ra           | (3/2)+  |           |  |
| 225Th                       | EC (10%)       | 90           | 135          | 225.023951(5)   | 8.72(4) min               | 225Ac            |                 | (3/2)+  |           |  |
| 226Th                       |                | 90           | 136          | 226.024903(5)   | 30.57(10) min             | α                | 222Ra           | 0+      |           |  |
| 227Th                       | Radioactinium  | 90           | 137          | 227.0277041(27) | 18.68(9) d                | α                | 223Ra           | 1/2+    | Trace     |  |
| 228Th                       | Radiothorium   | 90           | 138          | 228.0287411(24) | 1.9116(16) y              | α                | 224Ra           | 0+      | Trace     |  |
| 228Th                       | Radiothorium   | 90           | 138          | 228.0287411(24) | 1.9116(16) y              | CD (1.3×10−11%)  | 208Pb 20O       | 0+      | Trace     |  |
| 229Th                       |                | 90           | 139          | 295855(24)      | 7.916(17)×103 y           | α                | 225Ra           | 5/2+    | Trace     |  |
| 229mTh                      |                | 8.3(2) eV    | 8.3(2) eV    | 8.3(2) eV       | 7(1) μs                   | IT               | 229Th           | 3/2+    |           |  |
| 230Th                       | Ioni           | 90           | 140          | 230.0331338(19) | 7.538(30)×104 y           | α                | 226Ra           | 0+      | 0.0002(2) |  |
| 230Th                       | Ioni           | 90           | 140          | 230.0331338(19) | 7.538(30)×104 y           | CD (5.6×10−11%)  | 206Hg 24Ne      | 0+      | 0.0002(2) |  |
| 230Th                       | Ioni           | 90           | 140          | 230.0331338(19) | 7.538(30)×104 y           | SF (5×10−11%)    | (Various)       | 0+      | 0.0002(2) |  |
| 231Th                       | Urani Y        | 90           | 141          | 231.0363043(19) | 25.52(1) h                | β−               | 231Pa           | 5/2+    | Trace     |  |
| 231Th                       | Urani Y        | 90           | 141          | 231.0363043(19) | 25.52(1) h                | α (10−8%)        | 227Ra           | 5/2+    | Trace     |  |
| 232Th                       | Thori          | 90           | 142          | 232.0380553(21) | 1.405(6)×1010 y           | α                | 228Ra           | 0+      | 0.9998(2) |  |
| 232Th                       | Thori          | 90           | 142          | 232.0380553(21) | 1.405(6)×1010 y           | SF (1.1×10−9%)   | (various)       | 0+      | 0.9998(2) |  |
| 232Th                       | Thori          | 90           | 142          | 232.0380553(21) | 1.405(6)×1010 y           | CD (2.78×10−10%) | 182Yb 26Ne 24Ne | 0+      | 0.9998(2) |  |
| 233Th                       |                | 90           | 143          | 233.0415818(21) | 21.83(4) min              | β−               | 233Pa           | 1/2+    |           |  |
| 234Th                       | Urani X1       | 90           | 144          | 234.043601(4)   | 24.10(3) d                | β−               | 234mPa          | 0+      | Trace     |  |
| 235Th                       |                | 90           | 145          | 235.04751(5)    | 7.2(1) min                | β−               | 235Pa           | (1/2+)# |           |  |
| 236Th                       |                | 90           | 146          | 236.04987(21)#  | 37.5(2) min               | β−               | 236Pa           | 0+      |           |  |
| 237Th                       |                | 90           | 147          | 237.05389(39)#  | 4.8(5) min                | β−               | 237Pa           | 5/2+#   |           |  |
| 238Th                       |                | 90           | 148          | 238.0565(3)#    | 9.4(20) min               | β−               | 238Pa           | 0+      |           |  |
| This table header & footer: |                |              |              |                 |                           |                  |                 |         |           |  |

1. ↑  mTh –  Excited nuclear isomer.
2. ↑  ( ) –  Uncertainty (1σ) is given in concise form in parentheses after the corresponding last digits.
3. ↑  # –  Atomic mass marked #: value and uncertainty derived not from purely experimental data, but at least partly from trends from the Mass Surface (TMS).
4. ↑  Bold half-life –  nearly stable, half-life longer than age of universe.
5. ↑  
Các dạng phân rã:
| CD: | Phân rã cụm         |
| EC: | Bắt giữ electron    |
| IT: | Isomeric transition |
6. ↑  Bold symbol as daughter –  Daughter product is stable.
7. ↑  ( ) spin value –  Indicates spin with weak assignment arguments.
8. ↑  # –  Values marked # are not purely derived from experimental data, but at least partly from trends of neighboring nuclides (TNN).
9. 1 2  Sản phẩm phân rã trung gian của 235U.
10. ↑  Sản phẩm phân rã trung gian của 232Th.
11. ↑  Sản phẩm phân rã trung gian của 237Np.
12. ↑  Used in uranium–thorium dating.
13. 1 2  Sản phẩm phân rã trung gian của 238U.
14. ↑  Hạt nhân phóng xạ nguyên thủy.